# Історичний матеріалізм
Історичний матеріалізм — під цим поняттям найчастіше розуміється марксистська філософія історії; одна з 3-х основних складових частин філософії марксизму (діалектичний матеріалізм, історичний матеріалізм та науковий комунізм). Як така була сформульована та обґрунтована в марксизмі-ленінізмі (сталінізмі). Розглядає історію людства як діалектичну взаємодію продуктивних сил та виробничих відносин. Сам Карл Маркс ніколи не використовував цього терміна, вживаючи вираз «матеріалістичний погляд на історію».

## Основні ідеї
Виходячи з матеріалістичних позицій, Маркс виділяє у виробничих відносинах суспільства економічний базис, що визначається розвитком продуктивних сил, і надбудову, до якої входять держава, релігія, культура та інше, визнаючи примат базису над надбудовою.
Продуктивні сили випереджають у своєму розвитку виробничі відносини, які мають більшу інерцію і гальмують розвиток продуктивних сил. Протилежність між продуктивними силами й виробничими відносинами розв'язується при революційній зміні виробничих відносин. Прикладами такої зміни вважаються буржуазні революції, які замінили застарілі феодальні відносини на капіталістичні.
Вся історія інтерпретується як низка суспільно-економічних формацій, що приходять на зміну одна одній: первіснообщинний лад, рабовласницький лад, феодальний лад, капіталізм. В майбутньому Маркс передбачав заміну капіталістичного ладу на комунізм. За винятком первіснообщинного ладу та комунізму, всі соціал-економічні формації антагоністичні: побудовані на експлуатації пригнобленого класу панівним класом: рабів — рабовласниками, селянства — феодалами, пролетаріату — буржуазією. Розвиток кожної формації диктується, згідно із принципами діалектики, притаманними їй протиріччями. Наприклад, основним протиріччям капіталізму Маркс вважав протиріччя між суспільним характером виробництва та приватною власністю на засоби виробництва.
Внутрішні протиріччя антагоністичного суспільства за Марксом із неминучістю ведуть до його загибелі. Інструментом переходу від одного ладу до іншого виступає класова боротьба між експлуатованими та експлуаторами.